# Obwód Piotrków Trybunalski Armii Krajowej
Obwód Piotrków Trybunalski AK – jednostka terytorialna Służby Zwycięstwu Polski, Związku Walki Zbrojnej, a następnie Armii Krajowej. Operowała na terenie powiatu piotrkowskiego. Kryptonimy: „Antoni”, „Pierwiosnek”, „Piec”, „Polana”, „Skrzypce”, „AB”.

## Struktura Obwodu

### Komenda Obwodu
Organizację obwodu rozpoczęto 10 października 1939 na spotkaniu z ppłk Leopoldem Okulickim „Pan Jan", dowódcą Okręgu Łódzkiego SZP. Kolejnymi komendantami obwodu byli: por. Antoni Węgrzyn „Ostroga” (od października 1939 do 11 lipca 1940), ppor. Stefan Ślusarczyk „Rawicz”, „Marek” (od października 1940 do marca 1941), por. Marek Karski „Mateusz”, „Andrzej" (od kwietnia do października 1941), p.o. sierż Zdzisław Kubicki „Makary”, „Walter”, „Kociołek” (od października do listopada 1941), ppor. Jan Long „Jerzy” (od grudnia 1941 do maja 1942), por. Adam Olasik „Serwer”, „Hubert”, „Roman” (od maja 1942 do 30 czerwca 1944), por. Artur Hilary Moraczewski „Morus”, „Artur” (od lipca do połowy sierpnia 1944), mjr Edward Piotrowski „Orlik”, „Mema” (od sierpnia do 22 listopada 1944), mjr Edmund Rzewuski „Mucha”, „Paweł” (od listopada 1944 do 19 stycznia 1945).

### Struktura terytorialna
Od października 1939 obwód podzielony był na 9 rejonów i komendę miasta, od 1942 na 7 rejonów, zaś od 25 maja 1944 na sześć rejonów. Ten podział pozostał do stycznia 1945. Były to następujące rejony:
- Rejon I „Wilk” (Piotrków Trybunalski – miasto) – komendanci: Fijałkowski, ppor. Piotr Saltarski, ppor. Rosiński, ppor. Grygiel „Ireneusz”;
- Rejon II „Flaszka” (gmina Bogusławice do rzeki Wolbórka z gminą Czarnocin z powiatu łódzkiego, oraz Meszcze, Raków, Koło) – komendanci:
- Rejon III „Stołek” (gminy Woźniki, Szydłów, Gomulin)[3].
- Rejon IV „Dach” (gminy Sulejów, Owczary, Zajączków z powiatu Opoczno);
- Rejon V „Browar”, „Lichtarz”, „Luciąża” (gminy: Rozprza, Krzyżanów, Parzniewice, południowa część gminy Łęczno i gminy Uszczyn bez Koła i Meszcz)
- Rejon VI „Korek” (gminy: Gorzkowice, Ręczno);

Według stanu na 1 grudnia 1944 obwód liczył 33 oficerów, 29 podchorążych, 16 podoficerów, 2074 szeregowych. Obwód miał tworzyć 28 pułk piechoty.